# Pedro Bonelli
Pedro Miguel Bonelli Cascone (Callao, 20 ottobre 1956) è un ex calciatore peruviano.

## Carriera

### Club
Ha sempre giocato nel campionato peruviano.

### Nazionale
Con la maglia della nazionale ha collezionato 5 presenze e la convocazione per la Copa América 1983.